# کبوتر آزوئرو
کبوتر آزوئرو (نام علمی: Leptotila battyi) نام یک گونه از تیره کبوتر است.